# 董衡巽
董衡巽（1934年1月2日—），浙江余姚人，中国文史学者，翻译家，美国文学专家，现任中国全国美国文学研究会名誉会长。

## 生平
1934年1月2日，董衡巽出生于浙江的余姚。在1952年，他毕业于上海格致中学，到北京大学西语系英语专业進修，导师為朱光潛。四年後的1956年，他毕业于北京大学西语系英语专业。毕业后，董衡巽被分配至中国社会科学院，开始从事外国文学特别是美国文学的研究工作。這以後，他先后任职于北京大学文学研究所、中国科学院文学研究所和中国社会科学院外国文学研究所。1985年，董衡巽獲晋升為中国社会科学院研究员。1987年，董衡巽的《美国文学简史》获外国文学研究所优秀科研奖，這以後，該書更分別於1991年和1993年獲外国文学出版奖和中国社会科学院优秀成果奖。2001年，他的《海明威评传》亦獲得外国文学研究所优秀成果二等奖。

## 著作
理论著作：
- 《美国文学简史》（与人合著）
- 《美国现代作家论》
- 《美国现代小说风格》
- 《海明威评传》
- 《海明威研究》（研究汇编）
- 选编有《美国十九世纪文论选》
- 《马克·吐温画像》（研究汇编）、

译著：
- 《竞选州长》（马克·吐温著）
- 《王子与贫儿》（马克·吐温著）
- 《百万英镑》（马克·吐温著）
- 《一个迷途的女人》
- 《苹果树》（高尔斯华绥著）
- 《小红马》
- 《月亮下去了》
- 《人鼠之间》（约翰·斯坦倍克著）
- 《西班牙大地》（海明威）

修订本：
- 《美国文学简史》